# Gennadiy Logofet
Gennady Olegovich Logofet (Russo:Генна́дий Оле́гович Логофе́т, Moscou, 15 de abril de 1942 – 5 de dezembro de 2011) foi um futebolista soviético, que atuava como defensor.

## Carreira
Gennadiy Logofet fez parte do elenco da Seleção Soviética na Eurocopa de 1968 e na Copa do Mundo de 1970. 

## Títulos
- Campeonato Soviético: 1962 e 1969.
- Copa da União Soviética: 1963, 1965 e 1971.